# Гао-цу (династија Хан)
Љу Банг, познатији као цар Гао-цу (256. п. н. е. или 247. п. н. е. – 1. јун 195. п. н. е.) био је оснивач династије Хан и цар Кине од 202. п. н. е. до 195. п. н. е. Био је сиромашан сељак који је дошао на власт када се распало моћно царство Ћин. У младости је био војвода од Пеха.

## Рођење и рани живот
У миту о царском Хан, преци Љу Банга били су митски цар Јао и Жути цар. Многе древне кинеске племићке породице тврдиле су да потичу од Жутог цара да би оправдале своје право да владају.
Љу Банг је рођен током касних година периода зараћених држава; његови родитељи се памте само као „Љу Тајгонг“ (劉太公; дословно „стари сер Љу“) и „Љу Ао“ (劉媪; досл. „стара госпођа Љу“). Његова породица је била из Џунгјанга (中陽里), дистрикта Фенг (丰邑), округ Пеј (沛縣) у држави Чу. Према легенди, Љу Банг је зачет након што је Љу Ао наишла на змаја током кишне олује.

## Успон на престо
После смрти првог кинеског цара 209. године п. н. е. године официр Чен Шенг је подигао побуну у Хенану и основао царство Чу. Њему се придружио Љу Банг и освојио град Ксиао. Ускоро је постао један од најважнијих вођа побуњеника. Побуњеници су после пада Ксиаоа кренули ка престоници династије Ћин. У зиму кад су се освајањима приближили престоници, вође побуњеника су побијени. Љу Банг је у то време постао важна личност у тадашњој Кини.